# Irenekerk (Valkenburg)
De Irenekerk, voluit Irene-Emma-Elisabethkerk, ook wel hervormde kerk of protestants kerkje, is een voormalig kerkgebouw in Valkenburg in de Zuid-Limburgse gemeente Valkenburg aan de Geul. Het gebouw is sinds 1997 een rijksmonument, waarbij het interieur uitdrukkelijk is uitgesloten van bescherming.

## Ligging
Het kerkje is gelegen aan de zuidzijde van de  Plenkertstraat (buurtschap Plenkert) in het centrum van Valkenburg. Het gebouw staat op een vrij smalle strook grond naast een bergwand van de Cauberg in het Geuldal. De kerk is niet georiënteerd. Schuin achter het kerkgebouw ligt in de rotswand de Grafkelder Loisel. Boven de rotswand strekt zich het Kuurpark uit, voorheen Rotspark geheten. Verderop in de straat staan de monumentale panden Villa Alpha en Villa Rozenheuvel.

## Geschiedenis
Toen aan het einde van de 19e eeuw het toerisme in Valkenburg op gang begon te komen, ontstond de behoefte om voor de protestanten onder hen een Nederlands-hervormde kerk op te richten. Valkenburg viel in die tijd onder de hervormde gemeente van Gulpen, maar het daar gelegen Leopoldskerkje lag te ver weg voor de Valkenburgers en de Valkenburgse toeristen, die een protestantse kerkdienst wilden bijwonen.
Het ontwerp wordt toegeschreven aan de bekende architect Pierre Cuypers, die meerdere gebouwen in Valkenburg ontwierp en er regelmatig verbleef (van 1894 tot 1898 min of meer permanent). In april 1890 werden de bouwtekeningen echter overhandigd door architect W.J. Blijenberg uit Maastricht. Het bouwterrein aan de Plenkertstraat werd om niet verkregen van de familie Loisel (eigenaren van de nabij gelegen Grafkelder Loisel). Op 23 maart 1891 vond de openbare aanbesteding plaats. Op 11 oktober 1891 was de kerk gereed. De heer Lebret uit Dordrecht, die al duizend gulden voor de bouw van de kerk had gegeven, schonk daarna een fraai kerkorgel.
De kerk werd ingewijd door dominee B.J. Ovink, die echter drie weken later met emeritaat ging, waardoor de gemeente vacant werd. De ring Maastricht achtte het voldoende dat er alleen in Gulpen een zondagse dienst gehouden werd, waardoor de pas geopende kerk in Valkenburg al meteen met sluiting werd bedreigd. Dankzij ds. P.A. Hugo van Rossem uit Beek kon de Valkenburgse gemeente in 1891 en 1892 toch enkele malen over een predikant beschikken.
Op 27 augustus 1939 kreeg de kerk de volledige namen van de pasgeboren prinses Irene, met toestemming van Prinses Juliana en Prins Bernhard. Voor die tijd werd de kerk meestal aangeduid als "protestantsche kerk".
In september 1944 werd Valkenburg bevrijd door het Amerikaanse 9e Leger, waarbij de Irenekerk zwaar beschadigd werd. Na de Tweede Wereldoorlog werd het kerkje te klein, vanwege de groei van de lokale gemeente, maar vooral vanwege het opkomend massatoerisme. In 1961 verlieten de zusters Franciscanessen van Sint-Jozef hun klooster aan de Oosterweg, waardoor de kloosterkerk beschikbaar kwam. Korte tijd later verwierf de protestantse gemeente van Valkenburg de leegstaande Kloosterkerk. In 1967 werd de Irenekerk aan de eredienst onttrokken.
In 1970 werd het kerkje voor 13.000 gulden verkocht. Het gebouw was daarna in gebruik als horecagelegenheid. Zo was er enige tijd een Grieks, daarna een Turks en daarna een steakrestaurant gevestigd.
Op 18 september 2018 raakte het kerkje door brand zwaar beschadigd. Het interieur ging geheel verloren en ook het dak en de toren moesten worden hersteld. Van 2019 tot 2021 vond een algehele restauratie plaats. Sinds 2021 is het restaurant Ambrozijn er gevestigd.

## Architectuur
De Irenekerk is een eclectisch bouwwerk met elementen van het neoclassicisme en de neogotiek. Het vrijstaande gebouw is opgetrokken in baksteen en Limburgse mergel. Het bestaat uit een toren in de voorgevel met daarachter een eenbeukig zaalkerkje op een rechthoekige plattegrond. De toren heeft een zeer ranke torenspits. De vensters zijn rondbogig met mergelstenen traceringen.